# D-2 (Mixtape)
D-2 ist das zweite Mixtape des südkoreanischen Rappers Agust D, der besser unter dem Namen Suga als Mitglied der Band BTS bekannt ist. Es folgt seinem 2016 erschienenen Debüt Mixtape Agust D. D-2 und das Musikvideo für die Single Daechwita wurden am 22. Mai 2020 (KST) durch das Label Big Hit Entertainment veröffentlicht. Das Album besteht aus 10 Tracks, die sowohl in Koreanisch als auch in Englisch gesungen und gerappt werden. In den Texten teilt Agust D seine Sicht auf die Situation, in der sich die Welt momentan befindet. Das Mixtape erreichte Höchstplatzierungen von '11 auf der Billboard 200 Chart, #7 auf der offiziellen UK Album Chart und #2 auf der australischen ARIA Chart, so dass es den Rekord für das am höchsten gechartete Album eines koreanischen Solo Künstlers in der USA, UK und Australien aufgestellt hat. Daechwita debütierte auf Platz 1 der Billboard Rap Digital Song Sales Chart und bekam damit der höchstplatzierte und erste Song eines koreanischen Musikers der das erreicht hat.

## Musikstil
Laut Agust D ist D-2 "eine Documentation meiner selbst als ein 28 Jähriger", und eine "Dokumentation meiner selbst seit 2016." Im Gegensatz zu seinem ersten Mixtape Agust D, in dem er viel von seiner Vergangenheit erzählt hat, fokussiert der Rapper sich nun auf seine Gegenwart. Billboard schreibt, dass er in dem Mixtape beschreibt, wie es sich momentan anfühlt Agust D zu sein. Eher zufällig beschäftigte sich Agust D während der Quarantäne im Zuge der COVID-19-Pandemie mit traditionellem koreanischen Geschichtenerzähler und der dazugehörenden Musik (Pansori) und dem Schlaginstrument Kkwaenggwari. Der Rapper wollte gerne ein originales Daechwita, ein teil traditioneller koreanischer Militärmusik, als Sample benutzen und so entstand das Thema des gleichnamigen Titeltracks und dessen Musikvideo, dass am gleichen Tag wie das Mixtape veröffentlicht wurde. Agust D erklärt, dass es die Aufgabe der Zuhörer ist die vielen Fragen, die sein Mixtape über unsere Gesellschaft aufwirft, zu beantworten, er ist allein da um die Fragen zu stellen.
Auf D-2 lassen sich eine Reihe an Features finden, unter anderem von MAX, NiiHWa, Kim Jong-wan und RM, die als Co-Writer und Sänger bzw. Rapper an dem Mixtape mitgearbeitet haben, letzterer ist zusammen mit Agust D, dort unter dem Namen Suga, Mitglied der Band BTS. In dem Jahr vor der Veröffentlichung kollaborierte Agust D auf zwei Songs mit jeweils den Musikerinnen Halsey und IU, was zeigt, dass das Zusammenarbeiten von dem Rapper mit "westlichen" und koreanischen Musikern, wie auf dem Mixtape, bereits davor Teil seiner Arbeitspraxis war.

## Musikvideo
Am 22. Mai 2020 wurde das offizielle Musikvideo des Titeltracks Daechwita veröffentlicht. Das Video wurde von dem 2012 erschienenen Film Masquerade inspiriert, in dem ein einfacher Akrobat als Double die Rolle des koreanischen Königs Gwanghae übernimmt und schließlich auch den Thron besteigt, während der wahre König sich von einem Giftanschlag erholt. In dem Musikvideo spielt Agust D sowohl den König Gwanghae, den er auch im Text des Tracks erwähnt, als auch seinen Doppelgänger aus dem einfachen Volk. In einem Behind-The-Scenes-Video erzählt Agust D, dass der König ein Symbol für sein jüngeres Ich ist und sein Double symbolisiert den "neuen" Agust D repräsentiert. Das Video endet damit, dass das Double hingerichtet werden soll, es sich aber mit dem Henker verbündet und stattdessen den König erschießt.
In Daechwitas Musikvideos arbeitet Agust D mit Gegensätzen, so sieht man ihn in moderner Kleidung vor einem traditionellen Gebäude auf der Silla Era, während er mit einem Auto durch den Innenhof driftet.

## Entstehungsgeschichte
Vor dem arbeiten an D-2 nahm Agust D sich eine Menge an Zeit um sich sein erstes Mixtape, Agust D, anzuhören. Der Rapper meint, dass er es schon immer mochte Musik zu machen, die einen Gegensatz zu seinen früheren Arbeiten steht, um die Schönheit im Kontrast zu zeigen.
Da Agust D durch BTS einen sehr vollen Zeitplan hatte, zog sich die Arbeit an D-2 länger hin als bei seinem ersten Mixtape. Insgesamt zog sich die Produktion über etwa vier Jahre.

## Titelliste
Die Credits sind vom digitalen Booklet, dass von Big Hit Entertainment veröffentlicht wurde, übernommen. Zusätzliche Informationen stammen von Apple Music.
| #   | Titel                               | Songwriter                           | Produzent(en)                       | Länge | Anmerkungen                                                     |
| --- | ----------------------------------- | ------------------------------------ | ----------------------------------- | ----- | --------------------------------------------------------------- |
| 1.  | Moonlight                           | Agust D • Ghstloop                   | Agust D • Ghstloop                  | 2:44  | koreanischer Titel: 저 달; ("This Moon")                        |
| 2.  | Daechwita                           | Agust D • El Capitxn                 | Agust D • El Capitxn                | 3:46  | koreanischer Titel: 대취타; ("A Big Blow")                      |
| 3.  | What Do You Think?                  | Agust D • El Capitxn • Ghstloop      | El Capitxn • Ghstloop               | 3:03  | koreanischer Titel: 어떻게 생각해                               |
| 4.  | Strange (feat. RM)                  | Agust D • El Capitxn • Ghstloop • RM | El Capitxn • Ghstloop               | 3:17  | koreanischer Titel: 이상하지 않은가 ("Isn't It Strange")        |
| 5.  | 28 (feat. Niihwa)                   | Agust D • El Capitxn • Hiss Noise    | El Capitxn • Hiss Noise             | 2:14  | koreanischer Titel: 점점 어른이 되나봐 ("I Must be Growing Up") |
| 6.  | Burn It (feat. MAX)                 | Agust D • Ghstloop • MAX             | Agust D • Ghstloop                  | 3:13  |                                                                 |
| 7.  | People                              | Agust D • Pdogg                      | Agust D • Pdogg                     | 3:17  | koreanischer Titel: 사람                                        |
| 8.  | Honsool                             | Agust D • Pdogg                      | Agust D • Pdogg                     | 3:40  | koreanischer Titel: 혼술 ("Drinking Alone")                     |
| 9.  | Interlude: Set Me Free              | Agust D • Pdogg                      | Agust D • Pdogg                     | 2:21  |                                                                 |
| 10. | Dear My Friend (feat. Kim Jong-wan) | Agust D • El Capitxn • Kim Jong-wan  | Agust D • El Capitxn • Kim Jong-wan | 4:53  | koreanischer Titel:어땠을까 ("What Would've It Been Like")      |

## Veröffentlichungen und Charterfolge
20 Tage vor der Veröffentlichung des Mixtapes erzählte der Agust D Fans in einer Radioshow noch, dass sie besser in nächster Zeit nichts Großes erwarten sollen, da sein Mixtape noch nicht fertig wär. D-2 wurde durch einen Countdown aus kryptischen Teaser Bildern auf Social Media beworben, eine Idee des Rappers. Fans haben daraufhin rege online diskutiert, ob die Teaser Agust Ds zweites Mixtape oder ein anderes Projekt ankündigen. Wenige Stunden vor der Veröffentlichung hat sich das Profil Bild des Rappers auf Apple Music geupdatet, was die Spekulationen auf den sozialen Netzwerken noch verstärkte. Statt das Mixtape am "D-Day" bzw. "D-0" des Countdowns zu veröffentlichen, wollte Agust D mit den Erwartungen der Fans spielen, und überraschte sie, indem er den Namen des Mixtapes "Agust D-2", seine erste Idee, zu "D-2" kürzte und das Mixtape zwei Tage vor dem "Ablaufen" des Countdowns, also am "D-2" herausbrachte.
| ChartsChartplatzierungen       | Höchstplatzierung | Wochen |
| ------------------------------ | ----------------- | ------ |
| Japan (Oricon)                 | 14 (1 Wo.)        | 1      |
| Österreich (Ö3)                | 4 (1 Wo.)         | 1      |
| Schweiz (IFPI)                 | 5 (1 Wo.)         | 1      |
| Vereinigtes Königreich (OCC)   | 7 (1 Wo.)         | 1      |
| Vereinigte Staaten (Billboard) | 11 (1 Wo.)        | 1      |

## Kontroverse
In dem Track What Do You Think wurde ein Sample einer Rede des Kultführers Jim Jones verwendet, der dafür bekannt ist 1978 seine Anhänger dazu anleitete Massen-Suizid zu begehen. Big Hit entschuldigte sich später stellvertretend für die Produzenten, denen der Ursprung des Samples nicht bewusst war. Es wurde anschließend aus dem Track entfernt, der dann neuveröffentlicht wurde.